# California Gurls
"California Gurls"는 일렉트로팝 장르로 미국의 싱어송라이터 케이티 페리의 노래이다. 이 싱글은 페리의 세 번째 음반 Teenage Dream의 리드싱글이다. 이 노래에는 미국의 랩퍼 스눕 독이 피처링으로 참여하였으며 닥터 루크, 맥스 마틴 그리고 베니 블랑코가 프로듀서로 작업하여 만들었다. 페리에 따르면, 이 곡은 미국 동부를 찬양한 "Empire State of Mind"와 상반되는 노래인데, 페리는 자신이태어난 미국 서부에 대한 찬미가를 만들고 싶어했다. 원래 "California Gurls"는 2010년 5월 25일 공개될 예정이였지만 노래가 온라인을 통해 유출돼 2010년 5월 7일 라디오에서 노래가 공개된 후, 각종 음원사이트에서도 공개됐다. 노래는 빌보드 핫 100에서 6주동안 1위를 지켰고 빌보드 핫 100차트에서 정상에 오른 페리의 세 번째 노래가 됐다.뿐만 아니라 캐나다, 호주, 스코틀랜드, 아일랜드, 영국, 뉴질랜드 등 10 개국이 넘는 국가에서 1위를 차지했다.

## 라이브 공연
페리는 2010년 5월 20일 뉴욕 시에 위치한 CW 넷워크스에서 공연을 하였다. 또한 페리는 스눕 독과 함께 MTV 무비 어워즈에서 노래를 불렀다.그녀는 또한 2010년 6월 12일에 르 그랜드 저널에서 노래를 불렀으며 6월 20일 머취 뮤직 비디오 어워드에서 공연했다.2010년 6월 28일에는 영국에서 페리는 스눕 독 없이 BBC One의 The Graham Norton Show에서 "California Gurls"를 불렀다.

## 트랙 리스트
디지털 다운로드
1. "California Gurls" (featuring Snoop Dogg) – 3:56

CD 싱글
1. "California Gurls" (featuring Snoop Dogg) – 3:56
2. "Hot n Cold" (featuring Yelle ) (Remix) – 4:07

라디오 리믹스 판촉용
1. "California Gurls" (featuring Snoop Dogg) (Armand Van Helden Mix) – 5:48
2. "California Gurls" (featuring Snoop Dogg) (Armand Van Helden Dub) – 4:55
3. "California Gurls" (featuring Snoop Dogg) (Innerpartysystem Remix Main) – 4:27
4. "California Gurls" (featuring Snoop Dogg) (Innerpartysystem Remix Radio) – 3:40
5. "California Gurls" (featuring Snoop Dogg) (Manhattan Clique Extended Edit Main) – 4:44
6. "California Gurls" (featuring Snoop Dogg) (Manhattan Clique Edit Main) – 3:42
7. "California Gurls" (featuring Snoop Dogg) (MSTRKRFT Remix Main) – 3:59
8. "California Gurls" (featuring Snoop Dogg) (MSTRKRFT Remix Radio) – 3:28
9. "California Gurls" (featuring Snoop Dogg) (Passion Pit Remix Main) – 4:23
10. "California Gurls" (featuring Snoop Dogg) (Passion Pit Remix Radio) – 3:11

## 차트 및 인증
| 차트 (2010)                              | 최고 기록 |
| ---------------------------------------- | --------- |
| 캐나다 (캐나디안 핫 100)                 | 1         |
| 브라질 (빌보드) 핫 100 에어플레이        | 12        |
| 브라질 (빌보드) 핫 팝송                  | 1         |
| 유러피안 핫 100 싱글                     | 1         |
| 독일 (미디어 컨트롤 차트)                | 3         |
| 폴란드 뮤직 차트                         | 1         |
| 러시아 방송 차트                         | 1         |
| 영국 영국 싱글 차트                      | 1         |
| 미국 핫 댄스 클럽 플레이                 | 1         |
| 미국 빌보드 핫 100                       | 1         |
| 호주 싱글 차트 (ARIA)                    | 1         |
| 오스트리아 (Ö3 Austria Top 40)           | 3         |
| 벨기에 (울트라톱 플랜더스)               | 6         |
| 벨기에 (울트라톱 왈로니아)               | 3         |
| 불가리아 (IFPI)                          | 5         |
| 헝가리 (라디오 톱 40)                    | 1         |
| 아일랜드 (IRMA)                          | 1         |
| 뉴질랜드 (RIANZ)                         | 1         |
| 스코틀랜드 (The Official Charts Company) | 1         |
| 이탈리아 (FIMI)                          | 3         |
| 덴마크 (IFPI)                            | 5         |
| 노르웨이 (VG-lista)                      | 5         |
| 스웨덴 (Sverigetopplistan)               | 8         |
| 미국 (빌보드 팝송)                       | 1         |
| 미국 (핫 어덜트 탑 40)                   | 1         |
| 스페인 (PROMUSICAE)                      | 17        |
| 프랑스 (SNEP)                            | 5         |

| 차트 (2010)                            | 순위 |
| -------------------------------------- | ---- |
| 오스트레일리아 싱글 차트               | 5    |
| 오스트리아 싱글 차트                   | 16   |
| 벨기에 싱글 차트 (플랜더스)            | 24   |
| 벨기에 싱글 차트 (왈로니아)            | 17   |
| 캐나다 핫 100                          | 1    |
| 덴마크 (Tracklisten)                   | 30   |
| 유러피안 핫 100 싱글 (빌보드)          | 14   |
| 독일 (미디어 컨트롤)                   | 20   |
| 헝가리 에어플레이 차트                 | 14   |
| 아일랜드 싱글 차트                     | 10   |
| 이탈리아 싱글 차트                     | 12   |
| 네덜란드 (도치 탑 40)                  | 17   |
| 뉴질랜드 (RIANZ)                       | 3    |
| 루마니아 탑 100                        | 94   |
| 스웨덴 싱글 차트                       | 39   |
| 스위스 싱글 차트                       | 18   |
| 영국 싱글 차트 (더 오피셜 차트 컴퍼니) | 8    |
| 미국 빌보드 핫 100                     | 4    |
| 미국 어덜트 팝 송                      | 7    |
| 미국 핫 댄스 클럽 송                   | 5    |
| 미국 팝 송                             | 5    |
| 차트 (2011)                            | 순위 |
| 헝가리 에어플레이 차트                 | 92   |

| 국가           | 인증         |
| -------------- | ------------ |
| 오스트레일리아 | 4× 플래티넘  |
| 오스트리아     | 플래티넘     |
| 벨기에         | 골드         |
| 캐나다         | 4× 플래티넘  |
| 캐나다         | 플래티넘(MT) |
| 덴마크         | 골드         |
| 독일           | 플래티넘     |
| 이탈리아       | 플래티넘     |
| 일본           | 골드         |
| 뉴질랜드       | 2× 플래티넘  |
| 스웨덴         | 플래티넘     |
| 스위스         | 플래티넘     |
| 영국           | 플래티넘     |
| 미국           | 5× 플래티넘  |

차트 행렬
| 빌보드 핫 100 1위 싱글    |                                         |                         |
| 이전                      | 2010년 6월 13일 - 2010년 7월 24일 (6주) | 다음                    |
| 어셔 featuring 윌 아이 엠 | 2010년 6월 13일 - 2010년 7월 24일 (6주) | 에미넴 featuring 리한나 |
|                           |                                         |                         |
| "OMG"                     |                                         | "Love the Way You Lie"  |